# Thotmesz (herceg)

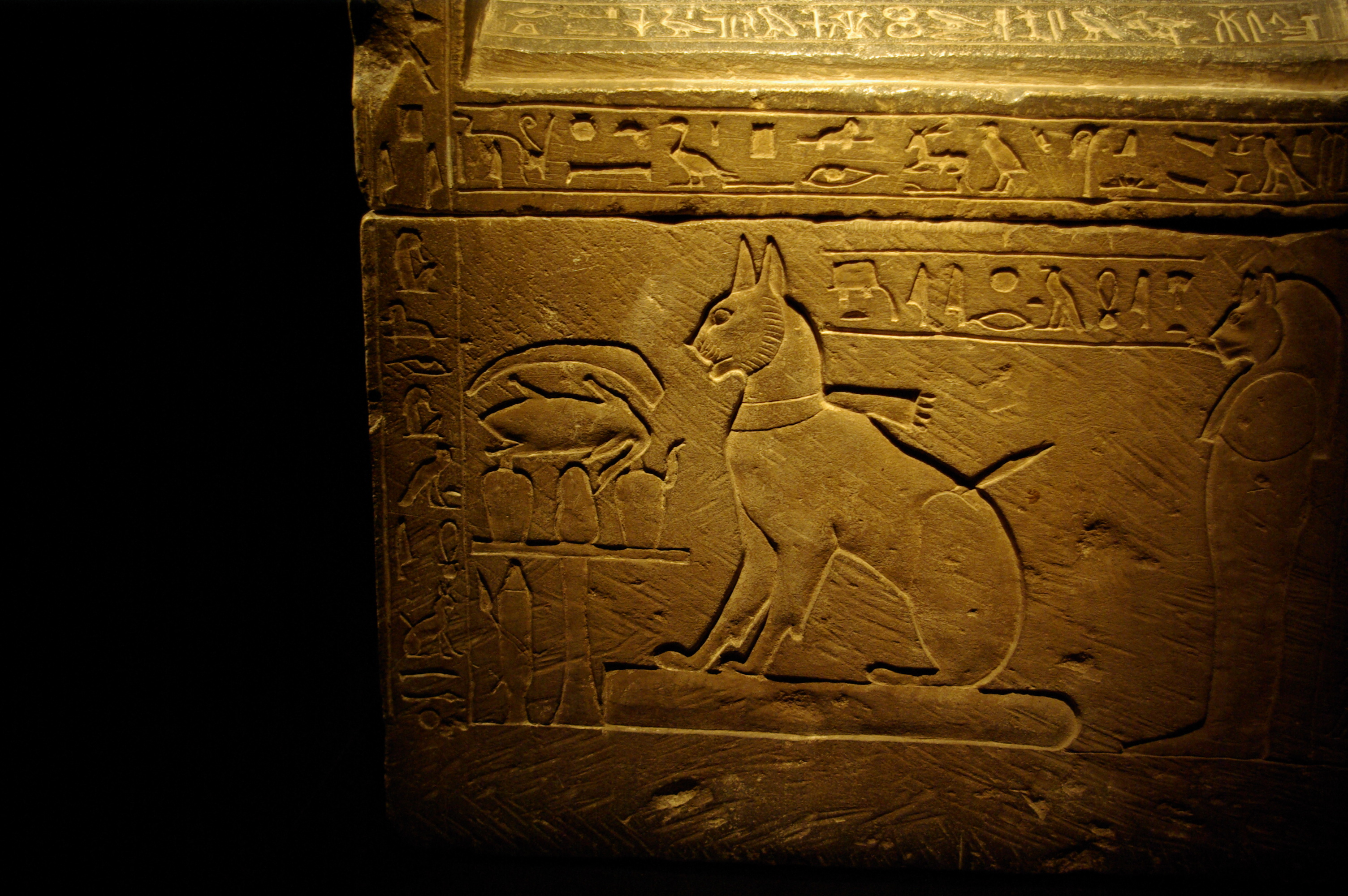
Macskája, Ta-mit szarkofágja

Thotmesz ókori egyiptomi herceg a XVIII. dinasztia idején, III. Amenhotep fáraó és valószínűleg Tije nagy királyi hitves elsőszülött fia, Ehnaton fáraó bátyja, Ptah főpapja. Nevének jelentése: Thot gyermeke.
III. Amenhotep legidősebb fia azt a nevet kapta, amelyet négy elődje (köztük az Egyiptom Napóleonjának nevezett III. Thotmesz) már híressé tett. Amenhotep és Tije hét ismert gyermekének egyike volt, testvérei: Szitamon, Iszet, Henuttaneb, Amenhotep, Nebetah. Trónörökösnek nevelték, és már fiatalon fontos pozíciót töltött be: Ptah memphiszi papságának tagja volt, később főpap is lett. Macskája szarkofágján maradt fenn Thotmesz címeinek felsorolása: A király legidősebb fia; Alsó- és Felső-Egyiptom papjainak felügyelője; Ptah memphiszi főpapja; Ptah szem-papja. Amennyiben azonos azzal a Thotmesz herceggel, akinek egy ostorát megtalálták Tutanhamon sírjában, papi címei mellett katonai rangja is volt („a csapatok kapitánya”).
III. Amenhotep uralkodása alatt ő volt a harmadik, aki betöltötte Ptah memphiszi főpapjának pozícióját, elődei: Thotmesz fia Ptahmesz, illetve Menheper fia Ptahmesz. Főpapként a herceg apjával együtt részt vett az első Szakkarában eltemetett Ápisz-bika (Ptah istent jelképező szent állat) temetésén. Az eseménynek egy, a helyszínen emelt kápolna állít emléket.
Thotmesz herceg apja uralkodásának utolsó harmadában halt meg. Bár élete jelentős részét Memphiszben töltötte, valószínű, hogy Thébában temették el. Egy feltételezés szerint a Királyok völgye 35. számú sírban talált fiatalember múmiája Thotmeszé. A sírban két női múmiát találtak még, az idősebbik feltehetően Tije, míg a fiatalabbikról felmerült, hogy esetleg Nofertiti, de a feltételezés gyenge lábakon áll.
Thotmesznek volt egy macskája, Ta-Mit (a név nőstény cicát jelent), akit később bebalzsamozva temettek el saját szarkofágban (ma a kairói Egyiptomi Múzeumban). A macska szarkofágjának felirata a fő bizonyíték, hogy Thotmesz a fáraó kijelölt örököse volt, mert említik rajta trónörökösi címét.
A Louvre-ban található egy kis palaszobor, ami a herceget molnárként ábrázolja. Három oldalon található rajta felirat: (jobboldalt) a király fia, a szempap, Thotmesz; (baloldalt) E nemes isten szolgája, az ő molnárja vagyok; (elöl) Tömjén a nyugati nekropolisz enneádjának. Múmiaforma szobrocskáját Berlinben őrzik. Nevét hét pár kalcit- és cserépvázán is említik, melyek ma a Louvre-ban találhatóak.